# La Liseuse (Fantin-Latour)
Pour les articles homonymes, voir La Liseuse.
La Liseuse est un tableau réalisé par le peintre français Henri Fantin-Latour en 1861. De format vertical, cette huile sur toile est un portrait d'une sœur de l'artiste pendant sa lecture. Elle figure la jeune femme assise en noir dans un canapé rouge devant un mur verdâtre, les yeux baissés sur son livre. Présentée au Salon de 1861, l'œuvre est plus tard acquise auprès de son auteur par Raymond Koechlin, via le legs duquel elle entre dans les collections publiques en 1931. D'abord au musée du Louvre, l'œuvre est conservée depuis 1986 au musée d'Orsay, également à Paris.